# Un dollaro per 7 vigliacchi
Un dollaro per 7 vigliacchi è un film del 1968 diretto da Giorgio Gentili.
Il film è noto anche con il titolo L'agente quasi speciale Frank Putzu 1×7.

## Trama
Il giovane Frank Putzu, nato in Sardegna, già appartenente al F.B.I., diventa un funzionario del Dipartimento del Tesoro statunitense. Apparentemente ingenuo e mite, viene inviato a Roma per recuperare una grossa somma di denaro dovuto al governo degli Stati Uniti da Mike Madigan, un mafioso italoamericano morto da poco.
Arrivato a Roma, Putzu comincia a indagare ma viene ostacolato dalla polizia locale, che non ha alcuna intenzione di aiutarlo e che anzi minaccia di arrestarlo nel caso continuasse ad investigare. Putzu fa inoltre la conoscenza della figlia di Madigan, Vicky, di cui presto si innamora, e per sua fortuna viene ricambiato.

## Produzione
Il film fu diretto da Giorgio Gentili (accreditato come Dan Ash nella versione in italiano, Stanley Prager nella versione in inglese e Giorgio Gentili nella versione in spagnolo) su una sceneggiatura di José Luis Bayonas, Jim Henaghan, Guido Leoni e dello stesso Gentili e sul soggetto di Bayonas e Henaghan. Fu prodotto da Sidney W. Pink per la Hercules Cinematografica, la LM Films e la Lacy Internacional Films in associazione con la Westside International Films. Fu girato a Roma e a Madrid nel 1966. Il titolo di lavorazione fu Il testamento di Madigan.

## Distribuzione
Il film fu distribuito in Italia dal 30 maggio 1968 e in Spagna dal 24 marzo 1969 con il titolo El millón de Madigan al cinema dalla Altamira Films.
Altre distribuzioni:
- negli Stati Uniti nel dicembre del 1969 (Madigan's Millions, distribuito dalla American International Pictures; distribuito poi in DVD come Sid Pink's Madigan's Millions)
- in Finlandia il 2 aprile 1971 (Miljoonamöhläys)
- in Germania Ovest il 16 luglio 1971 (Ich wollt' ich wäre Frankenstein e Zwei Nummern zu groß)
- in Francia (L'agent américain)
- in Ungheria (Madigan végrendelete)
- in Grecia (Ta ekatommyria tou Madigan)
- in Italia (Un dollaro per 7 vigliacchi)

## Critica
Secondo il Morandini il film è "non privo di umorismo, efficace nelle scene d'azione" ma sarebbe solo la presenza di Dustin Hoffman nel cast ad essere l'unico motivo d'interesse. Secondo Leonard Maltin è un "film amatoriale" che sarebbe stato prodotto con lo scopo di capitalizzare il successo di Hoffman dopo la sua interpretazione ne  Il laureato". Il film risulterebbe "inappropriato".